# Ryan Walter
Ryan William Walter (né le 23 avril 1958 à New Westminster en Colombie-Britannique) est un joueur de hockey sur glace professionnel ayant évolué dans la LNH pendant 15 saisons avec les Capitals de Washington, les Canadiens de Montréal et les Canucks de Vancouver. Son fils, Ben Walter, évolue dans la Ligue nationale de hockey.

## Biographie
Walter fut repêché par les Capitals 2e au total au Repêchage amateur de la LNH 1978. Il fut cédé aux Canadiens avec Rick Green dans un échange mémorable pour les supporteurs des Caps en retour de Rod Langway, Doug Jarvis, Brian Engblom et Craig Laughlin. Il remportera la Coupe Stanley avec le Canadien en 1986.
Au terme de sa carrière de joueur, Walter fut commentateur télé des matches des Canucks sur le réseau Rogers Sportsnet et VTV. Il a été analyste aux matches de télé payante des Canucks.  Depuis le 17 juin, 2008, Walter est l'assistant entraîneur d'Alain Vigneault pour les Canucks de Vancouver.